# Cantone di Hirsingue
Il Cantone di Hirsingue era una divisione amministrativa dell'arrondissement di Altkirch.
A seguito della riforma approvata con decreto del 21 febbraio 2014, che ha avuto attuazione dopo le elezioni dipartimentali del 2015, è stato soppresso.

## Composizione
Comprendeva i comuni di
- Bettendorf
- Bisel
- Feldbach
- Friesen
- Fulleren
- Grentzingen
- Heimersdorf
- Henflingen
- Hindlingen
- Hirsingue
- Hirtzbach
- Largitzen
- Mertzen
- Oberdorf
- Pfetterhouse
- Riespach
- Ruederbach
- Saint-Ulrich
- Seppois-le-Bas
- Seppois-le-Haut
- Steinsoultz
- Strueth
- Ueberstrass
- Waldighofen